# Перескоков, Вадим Игоревич
Вадим Игоревич Перескоков (род. 27 августа 1993, Москва) — российский хоккеист, центральный нападающий.
Участник Кубка вызова МХЛ 2012.
В КХЛ выступал в составах клубов ЦСКА и «Куньлунь». Также сыграл 3 матча в Кубке Гагарина. Затем два сезона Перескоков отыграл в Европе, где выступал за финский «Юкурит» и швейцарскую «Лозанну». В сентябре 2020 года перешёл в «Торпедо» (Нижний Новгород). Сезон 2021/22 провёл в словацком Кошице. В июне 2022 года вернулся в Россию, подписав однолетний контракт с «Амуром».